# Fritz Symanek
Fritz Symanek (* 14. April 1897 in Gelsenkirchen-Buer-Erle; † 16. November 1953 in Gelsenkirchen) war ein deutscher Politiker (SPD). 

## Leben
Fritz Symanek besuchte die Volksschule. Nach Abschluss der Schule arbeitete er als Bergmann. Nach dem Zweiten Weltkrieg war er von 1945 an bei der Stadt Gelsenkirchen angestellt, ab 1947 als Sozialdezernent der Stadt.
Symanek war Mitglied der SPD und ist schon zur Zeit der Weimarer Republik, von 1928 bis 1933, Stadtverordneter der Stadt Gelsenkirchen gewesen. Nach dem Zweiten Weltkrieg trat er der Gewerkschaft Öffentliche Dienste, Transport und Verkehr (ÖTV) bei. 1953 war er Mitglied der Landschaftsversammlung Westfalen-Lippe. Symanek rückte während der zweiten Wahlperiode am 1. Dezember 1952 für die SPD in den nordrhein-westfälischen Landtag nach. Er war Abgeordneter bis zu seinem Tod am 16. November 1953.